# François Van Meulecom
François Van Meulecom, né en 1889 et mort en 1963,
, est un architecte belge de la période Art déco et moderniste qui fut actif à Bruxelles. Il a également participé à plusieurs projets de logements sociaux à Molenbeek-Saint-Jean et à Saint-Gilles.

## Formation et carrière
François Van Meulecom estl'élève et le collaborateur de Jean-Baptiste Dewin, figure marquante de l'Art nouveau géométrique et de l'Art déco en Belgique.
Il décline, avec un habile maniérisme, le style de Dewin dans les maisons qu'il édifie à Ixelles, Uccle et Forest.

## Réalisations

### Immeubles de style Art déco
- 1922 : avenue Edouard Ducpétiaux 127 et 129[3];

- 1922 : rue Américaine 42 (Saint-Gilles)[4];

- 1922 : rue Jules Lejeune 55 (Ixelles)[5];

- 1923 : rue Jean-Baptiste Meunier 26[6];

- 1924 : rue Jean-Baptiste Colyns 110 (Ixelles)[7];

- 1927 : cinq immeubles de la société coopérative « Le Foyer saint-gillois » à l'angle de la chaussée de Forest et de la rue Gisbert Combaz (Saint-Gilles)[8];

- 1928 : avenue Molière 192 et rue Edmond Picard 26[9];

- 1933 : avenue Victor Rousseau 33 (Forest);

On notera encore un remarquable immeuble à appartements de style Art déco daté de 1924, situé boulevard de la Cambre 47-49 et attribué à « Franz van Meulecom ».

### Immeubles de style moderniste
- 1936-1937 : Vitrines concaves de l'ancien magasin la Capitale, boulevard Anspach 106[11],[12]
- 1937 : Immeuble à appartements à l'angle de la rue Goffart et de la chaussée de Wavre (rue Goffart 2 et chaussée de Wavre 149)[13];